# Giljuj
A Giljuj  (oroszul: Гилюй) folyó Oroszország ázsiai részén, az Amuri területen; a Zeja második legnagyobb, jobb oldali mellékfolyója.

## Földrajz
Hossza: 545 km, vízgyűjtő területe: 22 500 km², évi közepes vízhozama 299 m³/s.
A Sztanovoj-hegylánc déli lejtőjén eredő két kis hegyi folyó egyesülésével keletkezik és tajgával borított területen folyik délkelet felé. Felső folyásán keskeny szurdokvölgyben kanyargó hegyi folyó. Lejjebb sodrása lelassul, széles völgyben folytatja útját, de a Tukuringra-hegység nyúlványait áttörve újból sziklás partok között folyik tovább és a Zeján létesített Zejai-víztározóba ömlik. A víztározó a Giljuj alsó folyását több mint 60 km-ig visszaduzzasztja, így medre széles öböllé változott.
Főként esővíz táplálja. Tavaszi árvízén kívül a nyári és őszi esők idején is megárad. Októbertől májusig jég borítja.
Vízgyűjtő területén több mint négyszáz tó található. Felső és középső folyásának völgyében vezet a Bajkál–Amur-vasútvonal egy hosszabb szakasza. 
Legnagyobb mellékfolyója a Tinda városnál beömlő azonos nevű Tinda (154 km).